# 貝塚まちなかアートミュージアム
貝塚まちなかアートミュージアム（かいづかまちなかアートミュージアム、Kaizuka Machinaka Art Museum）は、大阪府貝塚市において2年おきに開催されるアートイベント・社会教育事業である。

## 概要
当初は貝塚市立山手地区公民館主催の社会教育事業としてはじまった。
この事業は、講座と催しに分かれ、講座の部分では、地域におけるアート事業に携わる人材の紹介、公民館にとって新しい市民層の参加の機会獲得、芸術分野で活動する人の作品を活かし発表の場の創出を目的とし、催しの部分では、地域に残る建物とアートのコラボレーションによる地域の魅力発信、会場となる地域の発表の場として活用、製作者のアイデアと思いを実現できる機会の創出を目指している。

## 開催概要
第1回 
- 開催日：2012年11月4日-11日の8日間
- 会　場：大阪府貝塚市山手地区（地域ののこぎり屋根工場や水間電車）
- 主　催：貝塚市立山手地区公民館
- 備　考：2012年度、貝塚市立山手地区公民館の社会教育事業として講座及び催しを実施した。

第2回
- 開催日 : 2014年11月21日-30日の9日間（11月26日は休み）
- 会　場：大阪府貝塚市山手地区（水間寺 他）
- 主　催：貝塚まちなかアートミュージアム実行委員会、貝塚市立山手地区公民館
- 備　考：2013年度、文部科学省「公民館を中心とした社会教育活性化支援プログラム」の補助を受け、貝塚市立山手地区公民館の社会教育事業として講座を実施し、2014年度に実行委員会・貝塚市山手地区公民館により催しを実施。